# Annona sanctae-crucis
Annona sanctae-crucis är en kirimojaväxtart som beskrevs av Spencer Le Marchant Moore. Annona sanctae-crucis ingår i släktet annonor, och familjen kirimojaväxter. Inga underarter finns listade i Catalogue of Life.